# Космос-2274
Космос-2274 је један од преко 2400 совјетских вјештачких сателита лансираних у оквиру програма Космос.
Космос-2274 је лансиран са космодрома Плесецк, Русија, 13. априла 1994. Ракета-носач Сојуз је поставила сателит у орбиту око планете Земље. 